# 犬牙擬天竺鯛
犬牙擬天竺鯛（學名：Pseudamia gelatinosa），為輻鰭魚綱天竺鲷科擬天竺鯛屬的一種。分布於印度太平洋區，從紅海和東非至法屬玻里尼西亞，北至琉球群島，南至澳洲新南威爾斯海域，深度1至64公尺，本魚體延長，體稍側扁，眼大、口大且斜裂，頜齒細小，鋤骨和腭骨通常具齒，舌上無齒，前鰓蓋骨邊緣平滑，鰓蓋骨後緣棘不發達，體被小圓鱗，身體淡黃褐色，頭部的兩側和腹側呈淺金色至銀色的彩虹色，頭部和身體有大片棕色斑點，中央有金色圓點，腹膜暗淡，有許多黑點，前鼻孔有較長的、色素較深的膜狀瓣，尾鰭背側有時有一個不明顯的黑斑，背鰭2個，尾鰭尖形，背鰭硬棘7枚、背鰭軟條9枚、臀鰭硬棘2枚、臀鰭軟條8枚，體長可達11公分，棲息在有遮蔽的海灣或潟湖，屬肉食性，生活習性不明。